# SM-6
SM-6 (съкр. от на английски: Standard Missile 6 или Standard-6, също така  RIM-174 Standard Extended Range Active Missile (ERAM)) е американски зенитна управляема ракета (ЗУР), разработена от компанията Raytheon, част от семейството ЗУР „Стандарт“.
Ракетата има активна система за самонасочване (ГСН AIM-120) на финалия етап от полета, която е успешно изпробвана на 24 юни 2008 г. на полигона Уайт Сендс. Може да носи кинетична или осколочна бойна част.
Постъпването на ракетите SM-6 на въоръжение е планирано за 2016 г.

## Описание
Ракетата RIM-174 SM-6 ERAM (на английски: Extended Range Active Missile – ракета, с увеличена далечина, с активно самоначване) представлява развитие на семейството ракети RIM-156 SM-2ER. Основното отличие е усъвършенстваната система за насочване във финалния участък на полета; както предишните ракети използват полуактивно самонасочване по целта, съпровождана от лъча на радара на кораба носител, новата ракета SM-6 има активна глава за самонасочване.
За сметка на активната глава за самонасочване, ракетата става напълно независима от радарите за съпровождане на целите на кораба носител (макар все още да може да използва и полуактивен режим за насочване, например за поразяване на цели с много малко ЕПР), и придобива способността да поразява цели зад радиохоризонта, скрити от радара на кораба носител от извивката на Земята или от релефа на местността. Това се постига с поставянето на ракетата SM-6 на активна радиолокационна глава за самонасочване, заимствана от УРВВ AIM-120 AMRAAM. На маршевия участък, ракетата се управлява от инерционен автопилот – с възможност за корекция на курса по команди от борда на кораба носител – а на последния участък от полета, активира активната глава за самонасочване и осъществява точното насочване към целта.
Друго важно отличие на SM-6 от предшестващите ракети е чрезвичайно мощният ускорител Mk 72, заимстван от противоракетата SM-3. Значително по-мощен, отколкото ускорителите, използвани по-рано, новият двигател дава на SM-6 далечина на полета до 240 км (по частично-балистична траектория) при таван до 33 километра.
Ракетата SM-6 има следните преимущества:
- Възможност за едновременното прехващане на произволен брой цели – предишните ракети, имащи полуактивно насочване (т.е. нуждаещи се на финалния участък от съпровождение на целта с радара на кораба носител) могат едновременно да прехващат не повече цели, отколкото има радари за целеуказание на кораба носител (обикновено 3 – 4), което значи, че след прехващането трябва да се прави пауза от няколко секунди за превключването на радарите по новата цел и даване на целеуказание на следващите подлитащи ракети. Ракетата SM-6, имаща собствена активна ГСН, не се нуждае от „подсветка“ на целта с радар от кораба носител, което позволява едновременно да се прехващат толкова цели, колкото ракети има.
- Възможност да поразява нисколетящи цели, укрити от радарите на кораба носител зад линията на хоризонта – позволява да се прехващат нисколетящите крилати ракети по цялата дължина на техния полет, започвайки от рубежа на засичането им. При това SM-6 се извежда от автопилота в разчетния район на местонахождение на целта (данните за приближаването на целите могат да са получени от друг кораб или самолет, интегриран в общата мрежа на БИУС), след това включва своята активна ГСН и започва търсене и самонасочване.
- Възможност за ефективно поражение на слабо забележими цели на големи дистанции – за сметка на близостта на активната РЛС в главата за насочване на ракетата и целта, а също и поради по-ефективния ъгъл на облъчване на целта.
- Възможност за по-ефективно противодействие на средствата за РЕБ – за сметка на двустранния обмен на данни с кораба носител и възможността за съпоставяне на данните от бордовата РЛС на ракетата и РЛС на кораба.
- Възможност за прехващане на балистични цели – благодарение на новия ускорител, ракетата SM-6 обладава широки възможности в областта на тактическата ПРО; тя е способна ефективно да прехваща тактически ракети и бойните глави на балистични ракети с малък и среден радиус на действие на входа в атмосферата. Тази употреба не изисква модификация на БИУС „Aegis“.

Противоракетата SM-6 версия Block IB ще развива хиперзвукова скорост, впоследствие тя ще може да се използва за прехващане на толкова бързи планиращи цели, в частност, руски и китайски ракети и хиперзвукови блокове (например, „Авангард“). ВМС на САЩ планират изпитание на противоракетата към 2021 г.

## Изпитания
Ракетите SM-6 са разгърнати на боен кораб за първи път през ноември 2013 г. Техен носител става разрушителят от типа „Арли Бърк“ „Кид“ (USS Kidd (DDG-100)). При това е обявено, че ракетата SM-6 е в ниво на базова оперативна готовност.
В хода на учения от 18 – 20 юни 2014 г., разрушителят „Джон Пол Джонс“ осъществява пуск на четири ракети SM-6 по учебни цели. Един от тях е класифициран като „най-далечното прехващане на въздушна цел във военноморската история“. Точните данни за пуска не се разгласяват, но очевидно далечината на прихващането е надхвърлила предишния рекорд, установен от ЗРК RIM-8 Talos по време на Войната във Виетнам и съставляващ 140 километра.
На 14 август 2014 г. е осъществен успешен пуск на ракета SM-6 против нисколетяща дозвукова цел, осъществяваща полет над сушата и укриваща се зад неравностите на релефа. Ракетата, изведена по командите от кораба носител в предполагаемия район на целта, самостоятелно осъществява търсене и поразява целта с помощта на своята активна ГСН. При това е продемонстрирана способността на ГСН на ракетата успешно да противодейства на смущенията, възникващи при отразяването на лъча на радара от земята.
На 24 октомври 2014 г. по време на учения е успешно изпълнено отразяването с помощта на ракети SM-6 на масирана атака от нисколетящи дозвукови и свръхзвукови цели, имитиращи съответстващите им противокорабни ракети. При това е изпълнено успешно прехващане на свръхзвуковата учебна цел GQM-163А (съответстваща по характеристиките си и профила на полет на ракетата П-270 „Москит“, и на дозвуковата учебна цел BQM-74. Двете цели са прехванати по време на полет на свръхмалка височина, при задхоризонтални пускове на SM-6. Самият кораб носител не вижда учебните цели зад радиохоризонта и изпълнява тяхното прехващане, използвайки активните глави за самонасочване на SM-6. Така е демонстрирана високата ефективност на SM-6 против всички видове съвременно оръжие.
На 27 май 2021 г. трябва да се състоят поредните изпитания на SM-6 в Тихия океан. В официално съобщение за пресата на Агенцията за противоракетна отбрана на САЩ се съобщава: „Цел на изпитанията бе да се демонстрира способността на кораб със системата Aegis, предназначен за защита от балистични ракети да открива, проследява, да порази и да прехване цел във вид на балистична ракета със среден обхват, чрез залп от две Standard Missile-6 Dual II ракети. Прехващане на целта не се осъществява“.
Пентагонът премества датата на изпитанията поради разузнавателния кораб на ВМФ на Русия „Карелия“ (SSV-535), действащ в близост до района на провеждане на изпитанията на системата Aegis Weapon System с 2 дни, тъй като не иска Русия да получи данни за новата ракета.
На 29 май 2021 г., в хода на полетните изпитания, залп от две ракети SM-6 Dual II, не успява да прехване целта във вид на балистична ракета със среден обсег.
На 24 юли 2021 г. Агенцията за противоракетна отбрана на САЩ, в сътрудничество с ВМС на САЩ, провежда полетни изпитания на Aegis Weapon System 33 в обширна зона на океана северозападно от Хаваите. Цел на FTM-33 е да се прехванат две балистични ракети с малък обсег чрез четири ракети SM-6 Dual II; според данни на Агенцията за противоракетна отбрана, успешно е поразена само една от двете ракети. Както заявяват във ведомството, настоящите изпитания са „най-сложните“ от момента на започване на тестовете. Това е третата стрелба на кораб с ПРО Aegis, носещ ракетата SM-6 Dual II.

## Противокорабно използване
В рамките на модернизация, ракетата е снабдена със системата GPS за насочване през маршевия участък и е адаптирана за поразяване на надводни (и някои наземни) цели. На 18 януари 2016 г. ракета SM-6 потопява на учения отписаната от флота фрегата USS „Reuben James“.

## ТТХ
- дължина: 6,55 м
- маса: 1500 кг
- скорост: до 3,5 Маха
- далечина на действие: над 240 км (в перспектива по надводни цели 460 км)
- височина на целите: над 33 км
- тип ПУ: Mk 41 (система „Аеджис“)
- тип БЧ: кинетична или осколочна Mk 125, с маса 115 кг
- система за насочване: командно-инерционна + самонасочване от АРГСН на последния участък от полета.

## Разгръщане
Понастоящем ракетите SM-6 вече са на въоръжение, макар цикълът на техните изпитания още да не е завършен и тяхната употреба да е ограничена. Малосерийното производство на ракетите започва през март 2011; през май 2013 фирмата „Raytheon“ получава контракт за началото на крупносерийното производство на ракетите. Първите ракети от масовата серия се очакват през април 2015 г.
Понастоящем ракетите SM-6 вече състоят на въоръжение, макар цикълът на техните изпитания все още да не е завършен и тяхната употреба е ограничена.
Понастоящем, съгласно сключения през октомври 2013 г. контракт, са произведени около 89 ракети SM-6 от първата серийна партида; всичко, над 130 ракети, ако се смята и предсерийните прототипи. Планът предвижда производството на 1200 ракети, по цена за единица 4,3 милиона долара. Предполага се, че с подобни ракети ще бъдат снабдени бойните кораби от ВМФ на САЩ, Япония, Южна Корея и Австралия.
През 2023 г. е проведен първият пуск на ракета SM-6 от наземна пускова установка Typhon.

## Коментари
1. ↑  Буквите показват принадлежността към определен класː ВВ – линкор, СС, CL, СА – съответно линеен, лек или тежък крайцер, CV – самолетоносач, DD – разрушител, SS – подводница и т.н.
2. ↑  Към 2024 г. е известно за две разгърнати MDTF (мултицелева оперативна група, на английски: Multi-domain task force), в състава на които влизат по една батарея Typhon със SM-6 - eadaily.com/ru/news/2024/03/14/v-kieve-nashli-protivoyadie-ot-sverheffektivnogo-oruzhiya-rossii-sm-6-im-tolko-snitsya